# Cymatophorina diluta
Cymatophorina diluta — вид метеликів родини серпокрилок (Drepanidae).

## Поширення
Вид поширений у Центральній та Південно-Східній Європі. Присутній у фауні України. Мешкає у світлих дубових лісах.

## Опис
Розмах крил становить 33-36 мм. Передні крила фіолетово-сірі. Крило розділене на три частини двома коричневими поперечними смугами. Ці смуги облямовані чорним кольором посередині трьох секцій крила. Задні крила білі.

## Спосіб життя
Імаго літають з кінця липня до початку жовтня. Личинки живляться листям дубів.